# Droga klasy L
Droga klasy L – droga lokalna – jedna z klas dróg publicznych według podziału wprowadzonego przez Rozporządzenie Ministra Transportu i Gospodarki Morskiej w sprawie warunków technicznych, jakim powinny odpowiadać drogi publiczne i ich usytuowanie (Dz.U. z 2016 r. poz. 124). Rozporządzenie określa jakie wymagania techniczne i użytkowe powinna spełniać droga tej klasy. Wymagania te uzależnione są od prędkości projektowej dla danej drogi. Dla klasy L dopuszcza się dwie prędkości projektowe na terenie zabudowanym: 30 i 40 km/h oraz dwie prędkości projektowe poza terenem zabudowanym: 40 i 50 km/h. Drogi klasy L mogą należeć do kategorii dróg powiatowych (wyjątkowo) lub dróg gminnych.
| Prędkość projektowa [km/h] | Prędkość projektowa [km/h]                          | Prędkość projektowa [km/h]                          | 30                         | 40                         | 50                         |
| --- | --------------------------------------------------- | --------------------------------------------------- | -------------------------- | -------------------------- | -------------------------- |
| Najmniejsza szerokość drogi w liniach rozgraniczających [m] | jednojezdniowej                                     | 2 pasy ruchu                                        | 12                         | 12                         | 12                         |
| Najmniejsza szerokość drogi w liniach rozgraniczających poza terenem zabudowy [m] | jednojezdniowej                                     | 2 pasy ruchu                                        | 15                         | 15                         | 15                         |
| Szerokość pasa ruchu [m] | na terenie zabudowy                                 | na terenie zabudowy                                 | 2,75                       | 2,75                       | 2,75                       |
| Szerokość pasa ruchu [m] | poza terenem zabudowy                               | poza terenem zabudowy                               | 2,75                       | 2,75                       | 2,75                       |
| 2. Na drogach klas Z, L i D szerokość pasa ruchu może być zwiększona do maksymalnie 3,50 m, jeżeli taka potrzeba wynika z prognozowanej struktury rodzajowej lub ilościowej ruchu.                                 |                                                     |                                                     |                            |                            |                            |
| 4. W przypadku konieczności zastosowania rozwiązań uspokajających ruch na drogach klas G, Z, L i D na terenie zabudowy, szerokość pasa ruchu może być zmniejszona o 0,25 m względem wartości określonych w ust. 1. |                                                     |                                                     |                            |                            |                            |
| Szerokość pobocza gruntowego [m] | Szerokość pobocza gruntowego [m]                    | Szerokość pobocza gruntowego [m]                    | 0,75                       | 0,75                       | 0,75                       |
| Minimalna odległość chodnika od krawędzi jezdni [m] | Minimalna odległość chodnika od krawędzi jezdni [m] | Minimalna odległość chodnika od krawędzi jezdni [m] | bezpośrednio przy krawędzi | bezpośrednio przy krawędzi | bezpośrednio przy krawędzi |
| Minimalna wysokość skrajni drogi [m] | Minimalna wysokość skrajni drogi [m]                | Minimalna wysokość skrajni drogi [m]                | 4,5                        | 4,5                        | 4,5                        |